# Joliet (Montana)
Joliet – miasto w Stanach Zjednoczonych, w stanie Montana, w hrabstwie Carbon.